# البلورية (عفرين)
البلورية قرية سوريّة تتبع إداريّاً لمحافظة حلب منطقة عفرين ناحية شران، بلغ تعداد سكانها 6 نسمة حسب التعداد السكاني لعام 2004.